# 大維齊爾

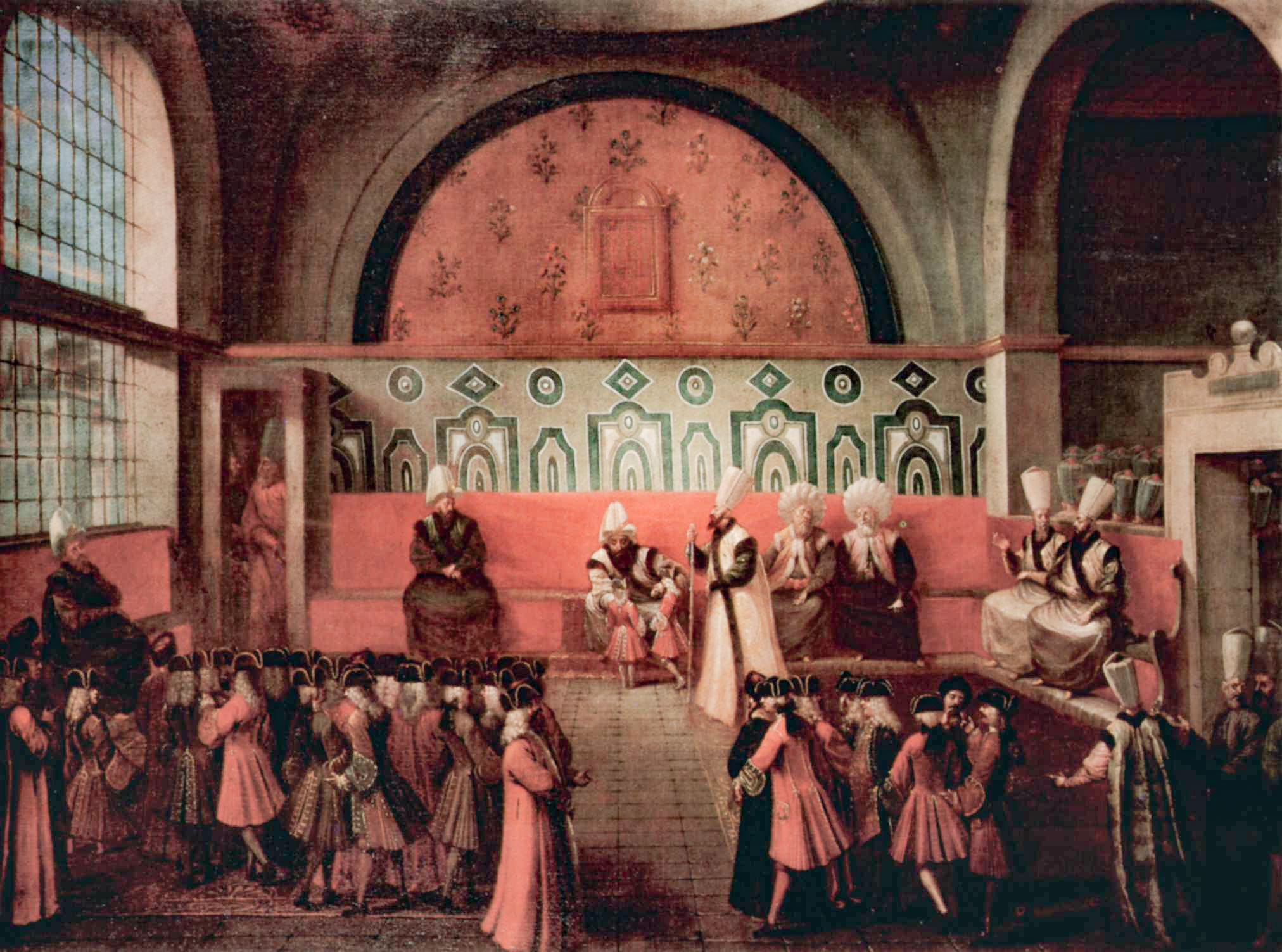
大維齊爾在「圓穹下」謁見。奥斯曼官员穿着交领左衽的服饰，欧洲使节被描画得相当渺小。

大維齊爾（土耳其語：Sadr-ı Azam、Serdar-ı Ekrem，鄂圖曼土耳其語：صدر اعظم，音为“萨德拉赞”），也被翻译为辅政大将军，源自阿拉伯語「維齊爾」（وزير），是蘇丹以下最高級的大臣，相當於宰相的職務，擁有絕對的代理權，原則上只有蘇丹才能解除此權。大維齊爾持有帝國印章，能召集所有維齊爾參與國家事務，會議舉行的地方叫「庫巴爾提」（圓穹下），位於托卡比皇宮。他的政府機關在最高樸特。大維齊爾也是巴基斯坦總理的烏爾都語尊稱。
在鄂圖曼帝國初期，「維齊爾」只用於尊稱。首位被冠以「大維齊爾」稱號的是钱达尔勒·卡拉·哈利勒·海雷丁帕夏。創立「大維齊爾」稱號的目的是要區別持有蘇丹印章的維齊爾。綜觀鄂圖曼帝國的歷史，大維齊爾也會使用「最高維齊爾」（صدر عالی）、「絕對代理人」（وكیل مطلق）、「國家持有者」（صاحب دولت）及「維齊爾人」（ذات آصفی）的稱號。
在科普魯律時期，鄂圖曼帝國被大維齊爾操縱。蘇丹失權及權力下放到政府下層正是科普律魯時期的寫照。
19世紀坦志麥特時期以後，大維齊爾的職位相當於當時西方君主政體的總理。

## 外部連結
- . Encyclopædia Britannica.   [2009年2月6日]. （原始内容存档于2009年5月19日） （英语）.
- . 土耳其共和国文化旅游部.   [2009年2月6日]. （原始内容存档于2008年1月29日） （中文（简体））.